# ISOLDE (acelerador)
ISOLDE sigla em inglês de On-Line Isotope Mass Separator (Separador de isótopos em linha) é uma máquina fora do comum que se situa no injector do sincrotrão a protões do PS, o PSB sigla inglesa de 'PS Booster' do CERN. É verdadeiramente uma pequena fábrica de alquimia pois transforma um elemento num outro, já que produzio mais de 1.000 isótopos diferentes utilizados em diversas pesquisas. Mais de 600 isótopos com uma meia-vida de poucos milissegundos foram assim obtidos a partir de 60 elementos que vão desde o hélio ao rádio.
A maior parte das experiências de ISOLDE têm por objectivo o estudo da estrutura do núcleo, mas algumas relacionam-se com a física atómica, a astrofísica nuclear, a física fundamental, a física dos sólidos ou da ciência da vida.
ISOLDE dirige um feixe de protões vindo do PSB contra alvos especiais, produzindo assim fragmentos atómicos muito diferentes. Diferentes partes da instalação extraem depois os núcleos e separam-nos segundo a massa. Os feixes radioativos assim criados são acelerados pela instalação REX (Radioactive beam Experiment), o que multiplica as possibilidades de experimentais.
Referência:

## O complexo do CERN
A composição do CAC, sigla em inglês de CERN Acelarators Complex.